# Beleg van Antiochië (1268)
Het Beleg van Antiochië vond plaats in 1268, toen de stad Antiochië, in handen van kruisvaarders, werd belegerd door een leger van mammelukken. In het begin van het jaar 1268 werd de hoofdstad Antiochië omsingeld en viel uiteindelijk op 18 mei 1268.

## Achtergrond
In 1260 vochten de mammelukken en Mongoolse Il-khan Hulagu de Slag bij Ain Jalut uit. Hulagu was tot in Gaza doorgedrongen in zijn poging alle landen van de islam te veroveren en had daarbij steun gehad van een aantal kruisvaartstaten. Hij had zelfs veroverd gebied aan Bohemund VI van Antiochië geschonken. Er waren echter ook gevechten uitgebroken tussen de Mongoolse macht die hij verder noordelijk had achtergelaten en dit leidde tot een belegering van Sidon. Na de verrassende Mongoolse nederlaag van 1260 -de eerste- namen de mammelukken steeds meer gebied in en drongen de Mongolen terug over de Tigris. Daarna richtten zij zich tegen Antiochië wat uiteindelijk tot een beleg zou leiden in 1268. Antiochië was al verzwakt geraakt door de strubbelingen met buurland Armenië en binnenlandse conflicten door de jaren heen.

## Beleg
In het begin van het jaar 1268 omsingelden de mammelukken de citadel van de stad Antiochië, het beleg zou tot 18 mei duren voor de stad viel. De stad werd zo verwoest dat ze nooit meer dezelfde contouren en bouwwerken zou hebben als voorheen. Bij het veroveren van de stad Antiochië werden de burgers grotendeels afgeslacht en de overlevenden werden tot de slavernij gedwongen. De bevolking zou later merendeels uit Armeniërs bestaan. De rest van de staat viel al snel in mammelukse handen. Na het vallen van Antiochië, viel Syrië ook snel, de Franse invloeden zouden nadien ook verdwijnen uit Syrië en omgeving.
De Hospitaalridders die ook in de streek aanwezig waren, wisten hun fort Krak des Chevaliers nog drie jaar te verdedigen voor dit ook in mammelukse handen viel.

## Nasleep
Koning Lodewijk IX van Frankrijk die zich had ingezet voor de verzoening tussen Antiochië en Armenië, wilde niet toezien hij het Frankisch-christelijke rijk langzaam uiteen viel en hij riep op tot een Achtste Kruistocht. Het leger, onder leiding van Karel van Anjou, ging naar Tunesië. Hij was van plan om de Arabieren daar te onderwerpen. Lodewijk overleed tijdens deze kruistocht aan een besmettelijke ziekte.
Omdat hulp uit het westen uitbleef, konden de mammelukken zonder tegenstand oprukken richting de overgebleven kruisvaartstaten. Vele kruisvaarders werden naar de kuststreken verdreven, waar ze weerstand boden vanuit plaatsen als Latakia, Tyrus en Akko. Het zou tot aan het Beleg van Akko (1291) duren voordat alle kruisvaartstaten waren ingenomen. Vele overlevende kruisvaarders vonden een nieuwe onderkomen op Cyprus.